# Ectemnius
Ectemnius ist eine Gattung der Grabwespen (Spheciformes) aus der Familie Crabronidae. Es sind etwa  160 Arten bekannt, womit die Gattung nach Crossocerus die zweitgrößte der Tribus Crabronini ist. In Europa sind 26 Arten verbreitet.

## Merkmale
Die mittelgroßen bis großen Grabwespen haben meist gelbe Bänder oder Flecken auf dem Hinterleib. Die Punktaugen (Ocelli) sind in einem flachen Dreieck angeordnet. Männchen und Weibchen haben 12 Fühlerglieder, diese sind bei manchen Arten verlängert, ausgehöhlt oder gezahnt. Anders als bei Crabro ist das Pygidialfeld der Weibchen nicht flach, sondern rinnenförmig ausgehöhlt.

## Lebensweise
Die Weibchen legen ihre Nester in Weichholz oder Mark von Stängeln an. Das Nest wird mit Hilfe der Mandibeln ausgehöhlt. In Mitteleuropa wird die Brut mit Fliegen verschiedener Familien versorgt.

## Arten (Europa)
- Ectemnius borealis (Zetterstedt, 1838)
- Ectemnius cavifrons (Thomson, 1870)
- Ectemnius cephalotes (Olivier, 1792)
- Ectemnius confinis (Walker, 1871)
- Ectemnius continuus (Fabricius, 1804)
- Ectemnius crassicornis (Spinola, 1808)
- Ectemnius curictensis (Mader, 1940)
- Ectemnius dives (Lepeletier & Brulle, 1835)
- Ectemnius fossorius (Linnaeus, 1758)
- Ectemnius guttatus (Vander Linden, 1829)
- Ectemnius hispanicus (Kohl, 1915)
- Ectemnius hypsae (De Stefani, 1894)
- Ectemnius kriechbaumeri (Kohl, 1879)
- Ectemnius lapidarius (Panzer, 1804)
- Ectemnius lituratus (Panzer, 1804)
- Ectemnius massiliensis (Kohl, 1883)
- Ectemnius meridionalis (A. Costa, 1871)
- Ectemnius nigritarsus (Herrich-Schaeffer, 1841)
- Ectemnius palamosi Leclercq, 1964
- Ectemnius rubicola (Dufour & Perris, 1840)
- Ectemnius ruficornis (Zetterstedt, 1838)
- Ectemnius rugifer (Dahlbom, 1845)
- Ectemnius schlettereri (Kohl, 1888)
- Ectemnius sexcinctus (Fabricius, 1775)
- Ectemnius spinipes (A. Morawitz, 1866)
- Ectemnius walteri (Kohl, 1899)

## Belege